# Perk Alur Jambu
Perk Alur Jambu is een bestuurslaag in het regentschap Aceh Tamiang van de provincie Atjeh, Indonesië. Perk Alur Jambu telt 135 inwoners (volkstelling 2010).